# Vulturnus coloratus
Vulturnus coloratus är en insektsart som beskrevs av Evans 1972. Vulturnus coloratus ingår i släktet Vulturnus och familjen dvärgstritar. Inga underarter finns listade i Catalogue of Life.